# Austrian Football Division Ladies 2008
La Austrian Football Division Ladies 2008 è la 9ª edizione del campionato di football americano femminile di primo livello, organizzato dalla AFBÖ.

## Squadre partecipanti
| Club                   | Città    | Stadio | Sponsor ufficiale | Risultato nella stagione 2007 |
| ---------------------- | -------- | ------ | ----------------- | ----------------------------- |
| Budapest Wolves Ladies | Budapest |        |                   |                               |
| Graz Black Widows      | Graz     |        |                   |                               |
| Vienna Vikings Ladies  | Vienna   |        |                   |                               |

## Stagione regolare

### Calendario

#### 1ª giornata
| Budapest 19 aprile 2008 | Budapest Wolves Ladies | 34 – 50 referto | Vienna Vikings Ladies |  |

#### 2ª giornata
| Graz 3 maggio 2008, ore 14:00 | Graz Black Widows | 56 – 28 (7-16 21-6 16-0 14-6) referto | Budapest Wolves Ladies | Stadion Eggenberg |

#### 3ª giornata
| Graz 17 maggio 2008 | Graz Black Widows | 14 – 30 referto | Vienna Vikings Ladies |  |

#### 4ª giornata
| Vienna 25 maggio 2008, ore 12:00 | Vienna Vikings Ladies | 29 – 38 (0-6 14-20 15-6 0-6) referto | Budapest Wolves Ladies | Ravelinstraße |

#### 5ª giornata
| Budapest 1º giugno 2008, ore 14:00 | Budapest Wolves Ladies | 28 – 36 referto | Graz Black Widows | Tatai ut. |

#### 6ª giornata
| Vienna 7 giugno 2008, ore 14:00 | Vienna Vikings Ladies | 20 – 6 (0-0 7-6 13-0 0-0) referto | Graz Black Widows | Ravelinstraße |

### Classifica
La classifica della regular season è la seguente:
- PCT = percentuale di vittorie, G = partite giocate, V = partite vinte,  P = partite perse, PF = punti fatti, PS = punti subiti

| Pos. | Squadra                | PCT  | G | V | N | P | PF  | PS  |
| ---- | ---------------------- | ---- | - | - | - | - | --- | --- |
| 1    | Vienna Vikings Ladies  | .750 | 4 | 3 | 0 | 1 | 129 | 92  |
| 2    | Graz Black Widows      | .500 | 4 | 2 | 0 | 2 | 112 | 106 |
| 3    | Budapest Wolves Ladies | .250 | 4 | 1 | 0 | 3 | 128 | 171 |

## IX Ladies Bowl
| Vienna 22 giugno 2008, ore 15:00 | Vienna Vikings Ladies | 26 – 6 (0-0 18-6 2-0 6-0) referto | Graz Black Widows | Ravelinstraße |

## Verdetti
- Vienna Vikings Ladies Campionesse dell'Austria 2008